# شیادها
شیادها (به انگلیسی: Hustle) یک مجموعهٔ تلویزیونی درام است که شرکت کدوس (به انگلیسی: Kudos (production company)) برای شبکه تلویزیونی بی‌بی‌سی وان انگلستان و توسط تونی جردن ساخته شده است که اولین بار در سال ۲۰۰۴ پخش شد. این سریال توسط شبکه تلویزیونی بی‌بی‌سی فارسی به زبان فارسی دوبله و پخش شده‌است.

## بازیگران
| بازیگر        | نقش      | فصل  | فصل  | فصل  | فصل  | فصل  | فصل  | فصل  | فصل    |
| بازیگر        | نقش      | ۱    | ۲    | ۳    | ۴    | ۵    | ۶    | ۷    | ۸      |
| ------------- | -------- | ---- | ---- | ---- | ---- | ---- | ---- | ---- | ------ |
| ادرین لستر    | میکی     | اصلی | اصلی | اصلی |      | اصلی | اصلی | اصلی | اصلی   |
| مارک وارن     | دنی      | اصلی | اصلی | اصلی | اصلی |      |      |      | میهمان |
| جیمی موری     | استیسی   | اصلی | اصلی | اصلی | اصلی |      |      |      | میهمان |
| رابرت گلنیستر | اش       | اصلی | اصلی | اصلی | اصلی | اصلی | اصلی | اصلی | اصلی   |
| رابرت وان     | آلبرت    | اصلی | اصلی | اصلی | اصلی | اصلی | اصلی | اصلی | اصلی   |
| اشلی والترز   | بیلی     |      |      |      | اصلی |      |      |      |        |
| مت دی آنجلو   | شان کندی |      |      |      |      | اصلی | اصلی | اصلی | اصلی   |
| کلی آدامز     | اِما کندی |      |      |      |      | اصلی | اصلی | اصلی | اصلی   |